# 温泉镇 (息烽县)
温泉镇，是中华人民共和国贵州省貴陽市息烽县下辖的一个乡镇级行政单位。

## 行政区划
温泉镇下辖以下地区：
西洋社区、石头田社区、温泉村、兴隆村、天台村、赶子村、三交村、大尖山村、安江村、光荣村、安龙村、高潮村和尹庵村。